# Дакі Тот
Дакі Тот (англ. Duckie Thot), уроджена як Ньядак Тот (англ. Nyadak Thot; нар. 23 жовтня 1995) — австралійська фотомодель. у 2018 році стала обличчям бренду «Fenty Beauty» та знялася для Календара Піреллі.

## Біографія
Народилася у 1995 році у Мельбурні (Австралія) у родині біженців з Південного Судану. Її друзі не могли вимовити ім'я Ньядак, тому Тот поміняла його на Дакі. 
Дакі Тот взяла участь у восьмому сезоні шоу «Australia's Next Top Model», де зайняла третє місце. Мала успіх завдяки своїй унікальній зовнішності. Згодом вона переїхала у Нью-Йорк, де підписала контракт з агенцією New York Model Management. Дефілювала для Fenty x Puma, Fenty Beauty, Moschino, Balmain і Oscar de la Renta. У 2018 році дебютувала на показах «Victoria's Secret Fashion Show». З'явилась на обкладинці музичного альбому «It's About Time» американського гурту Chic.

## Кар'єра
У модельну індустрію Тот привела модель і зірка YouTube Ніккі Перкінс, яка супроводжувала її на фотосесіях. Звідти Тот надихнулася на прослуховування для восьмого циклу австралійської наступної топмоделі у 2013 році, де посіла третє місце.
Почавши свою модельну кар’єру в Австралії, де вона вийшла на злітно-посадкову смугу для Девіда Джонса у 2016 році, Тот загалом виявила, що робота ускладнюється через те, що, на її думку, було браком можливостей для кольорових моделей в Австралії. Вона вирішила переїхати в Бруклін, штат Нью-Йорк, в надії, що зможе стати успішнішою моделлю в Америці. Запланувавши зустрічі з кількома модельними агентствами, Тот полетіла до Нью-Йорка. У Нью-Йорку вона отримала кілька пропозицій контракту з агентствами й врешті підписала з New York Model Management.
Каньє Вест допоміг їйіз кар'єрою. Одного разу після того, як Тот залишила кастинг у Нью-Йорку, асистент Веста погнався за нею по вулиці, щоб запросити її негайно зустрітися з Вестом. Того ж дня Тот знялася на обкладинці журналу. Тот дефілювала на шоу Yeezy Spring/Spummer 2017, яке було її першим міжнародним показом на подіумі.
З 2018 року Тот є глобальним послом L'Oreal Paris. Тот брала участь у кампаніях для Fenty x Puma, Fenty Beauty, Moschino, Balmain та Oscar de la Renta. Вона дебютувала на показі Victoria's Secret 2018 року. Тот з'явилася на обкладинці альбому CHIC It's About Time, який вийшов у вересні 2018 року.
Дивовижний щорічний календар Pirelli на 2018 рік, знятий Тімом Вокером і стилізований Едвардом Енніфулом, був потужним повністю чорним переказом Аліси в країні чудес, у якому Тот зіграла роль Аліси. З того часу вона в індустрії моди вона висловилася про розмаїття, включення раси та Black Lives Matter, після того, як заявила, що часто є єдиною кольоровою людиною на знімальному майданчику. У розмові з журналом The Glass Magazine у 2020 році Тот сказала: «Я думаю, що індустрія моди зайшла далеко, але щоб дійсно просунути її вперед, їй потрібно піти далі, ніж просто наймати кольорових моделей. Індустрія має бути більш сприйнятливою, коли справа доходить до наймання різноманітних талантів для роботи у творчій сфері та у сфері прийняття рішень». Тот заявила, що коли вона росла, то не бачила в індустрії краси людей, схожих на неї. Вона сподівається, що її робота дозволить іншим побачити себе збоку і знати, що для них немає меж.
У січні 2022 року Sports Illustrated Swimsuit оголосив Тот новенькою 2022 року.